# Regiunea Tarapacá
Regiunea Tarapacá I (spaniolă I Región de Tarapacá) este regiunea cea mai nordică în Chile. Tarapacá împreună cu regiunea Atacama a fost anexată de Chile după Războiul Salpetrului care este cauzată de descoperirea salpetrului în Atacama.

## Date geografice
Regiunea Tarapacá este o regiune aridă, amplasată pe coasta Pacificului, la marginea de nord a deșertului Atacama. La est se află vulcanii Cordilierilor de vest. In regiune sunt lacuri mari sărate, Tarapacá fiind traversată de râurile mai mari Río Lauca și Río Lluta. Orașele mai importante din regiune fiind:
- Iquique, (227.000 loc.)  capitala regiunii
- Arica,
- Tarapacá,
- Putre
- Pisagua

În nord-vestul regiunii la granița cu Bolivia se află Parcul Național Lauca cu vulcani cu o altitudine de peste 6000 de m, ca  Parinacota și Pomerape de pe malul lacului Lago Chungará (21 km²) o atracție turistică amplasată la altitudinea de 4.520 m deasupra n.m.. Aici pe malul lacului trăiesc păsări ca flamingo, condor,sau animalele lama, vincunia, guanako și puma.

## Împărțirea administrativă
Tarapacá cuprinde 3 provincii:
| Provincii  | Capitală | Commune         |  |
| Parinacota | Putre    | 3 General Lagos |  |
| Parinacota | Putre    | 4 Putre         |  |
| Iquique    | Iquique  | 5 Alto Hospicio |  |
| Iquique    | Iquique  | 6 Camiña        |  |
| Iquique    | Iquique  | 7 Colchane      |  |
| Iquique    | Iquique  | 8 Huara         |  |
| Iquique    | Iquique  | 9 Iquique       |  |
| Iquique    | Iquique  | 10 Pica         |  |
| Iquique    | Iquique  | 11 Pozo Almonte |  |